# チャプター27
『チャプター27』（-トゥエンティセブン、Chapter 27） は、2007年に公開された映画作品。ジョン・レノン暗殺に至るマーク・チャップマンの3日間を映画化。J・P・シェファー監督のデビュー映画。2007年1月、ベルリン映画祭のサンダンス・フィルム・フェスティバルで初公開。Debut Feature Prize賞を獲得した。
タイトルの「チャプター27」は、チャップマンの愛読書でありジョン殺害時に所持していた『ライ麦畑でつかまえて』のチャプター数が26である事に由来する。

## ストーリー
1980年12月6日、ニューヨークに着いたマーク・チャップマンは、ジョン・レノンの住むダコタ・ハウスに向かう。彼の目的はジョン・レノンを殺害することであった。

## キャスト
※括弧内は日本語吹替
- マーク・デイヴィッド・チャップマン - ジャレッド・レト（阪口周平）
- ジュード - リンジー・ローハン（斉藤梨絵）
- ポール - ジュダ・フリードランダー（白熊寛嗣）
- ジェリ - アーシュラ・アボット（浅川悠）
- ジョン・レノン - マーク・リンゼイ・チャップマン（谷口節）
- オノ・ヨーコ - マリコ・タカイ

## 暗殺されるまでのジョン・レノンの人生
ビートルズの解散後数年間、ソロ活動を行ってきたジョンは1975年に発表されたアルバム『ロックン・ロール』を最後に音楽活動を休止。同年の10月9日に誕生した息子ショーンの面倒を見るため、ニューヨーク市ダコタ・ハウスで主夫生活をはじめた。1976年7月27日には長い法廷闘争後、アメリカ合衆国のグリーンカードを取得。ショーンの「パパは本当にビートルズだったの?」の一言をきっかけに、1980年に音楽活動を再開しアルバム『ダブル・ファンタジー』を発表。
1980年12月8日の午後11時頃に、ダコタ・ハウス前でチャップマンに暗殺された。

## 備考
中山康樹は『誰も書かなかったビートルズ』の中で、日本の配給会社から薦められたため本作のDVDを見たがマーク・チャップマン役がテレビの再現ドラマのレベルに感じられ、またダコタ・ハウス周辺のレコード店が知っているアメリカのレコード店とはまるっきり別物であると感じたことから視聴を投げてしまったと辛口に評している。